# آل الجويني
عائلة الجويني هي عائلة فارسية من سكان منطقة الجوين في خراسان. وكان أشهر أعضائها شمس الدين الجويني (ت. 1284م) وأخوه الأكبر عطا ملك الجويني (ت. 1283م). اشتهرت العائلة برعاية العلماء والشعراء أمثال سعدي الشيرازي ونصير الدين الطوسي .
تزعم العائلة أنها تنحدر من الفضل بن الربيع (ت. 823/4)، الذي شغل مناصب عليا في عهد الخليفة العباسي هارون الرشيد (حكم. 786–809). عملت العائلة لدى العديد من السلالات المختلفة خلال عصرها المزدهر، مثل الزياريين، والسلاجقة، والخوارزميين، والإلخانات.

## الأعضاء البارزين
- الجويني ، فقيه سني شافعي ، متكلم متكلم
- منتجب الدين بادي الجويني، صاحب ديوان إنشاء لأحمد سنجر (حكم. 1118–1157 م)
- بهاء الدين محمد بن علي الجويني، شاعر في عهد خوارزمشاه أرسلان [الإنجليزية] (حكم. 1156–1172 م)
- شمس الدين محمد بن محمد الجويني ، أمين صندوق الدولة (المستوفي) لخوارزمشاه علاء الدين محمد الثاني (حكم. 1200–1220 م) وابنه جلال الدين منجبرنو (حكم. 1220–1231 م)
- بهاء الدين محمد بن محمد الجويني، موظف حكومي في عهد السلالات الخوارزمية والإيلخانية
- عطا ملك الجويني، حاكم الإيلخانية في العراق
- شمس الدين الجويني، صاحب ديوان ( وزير المالية ) للدولة الإلخانية من عام 1263 إلى عام 1284
- بهاء الدين محمد الجويني، والي إيلخانات العراق الفارسي ويزد
- شرف الدين هارون الجويني، شاعر وحاكم إيلخانات الأناضول